# Цереј
Цереј (словен. Cerej, итал. Cerei) је насељено место у општини Копар, Обално-Крашка регија, Словенија.

## Историја
До територијалне реорганизације у Словенији био је у саставу старе општине Копар.

## Становништво
У попису становништва из 2011. године, Цереј је имао 122 становника.
| Број становника према пописима | Број становника према пописима | Број становника према пописима |
| ------------------------------ | ------------------------------ | ------------------------------ |
| 1991                           | 2002                           | 2011                           |
| 105                            | 110                            | 122                            |